# Bernhard Duhm

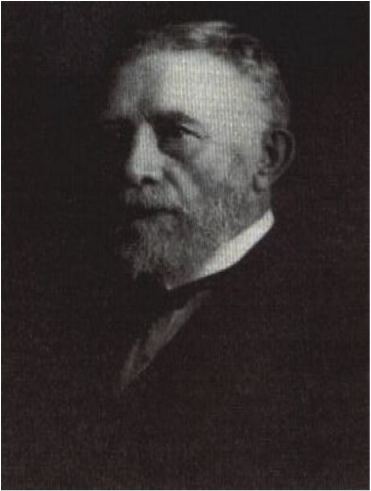
Bernhard Duhm

Bernhard Laudardus Duhm (* 10. Oktober 1847 in Bingum; heute Leer (Ostfriesland); † 31. August 1928 in Basel) war ein deutscher protestantischer Theologe (Alttestamentler).

## Leben und Werk
Bernhard Duhm war der älteste Sohn des Bierbrauers und Kaufmanns Johannes Duhm († 1906) und seiner Mutter Friederike, geborene Knopf (1811–1853). Sie war die Tochter des Predigers zu Logabirum, des Lauardus Knopf. Sein jüngerer Burder Lauardus Nikolaus führte die väterliche Brauerei weiter. Bernhard besuchte das Gymnasium Ulricianum in Aurich. Nach seiner Reifeprüfung studierte er von 1867 bis 1870 in Göttingen Theologie bei Albrecht Ritschl, Heinrich Ewald und Julius Wellhausen. Er war dort ab 1871 Repetent am Theologischen Stift und lehrte seit 1873 an der Theologischen Fakultät zunächst als Privatdozent, ab 1877 als a.o. Professor für Altes Testament. Im gleichen Jahr heiratete er Helene Bunjes (1853–1884) aus dem seinem Geburtsort benachbarten Holtland, die Tochter des Schullehrers und Organisten Dirk Gerdes Bunjes. Das Paar hatte drei Söhne, Hans (1878–1946), Dietrich (1880–1954) und Andreas (1883–1975), die später alle Schweizer Meister im Schach wurden. Er selbst war ein vielseitig interessierter und begabter Mensch, der u. a.
meteorologische Messgeräte konstruierte, sein Klavier selber stimmen konnte und meisterhaft Schach spielte.
Von 1888 an lehrte er in Basel. 1896 war er Rektor der Universität.
Duhm war einer der bedeutendsten und einflussreichsten Alttestamentler seiner Zeit. Zu seinen Schülern zählte Josef Hromádka. Duhm war ein Vertreter der sogenannten Religionsgeschichtlichen Schule. Noch heute wegweisend sind seine Beiträge zur Prophetenforschung, die versuchen, aus den Besonderheiten der einzelnen Propheten eine Entwicklungsgeschichte der israelitischen Religion zu gewinnen.
Epochemachend waren seine Abtrennung der sogenannten Gottesknechtslieder Jes 42,1–4.(7); 49,1–6; 50,4–9; 52,13 bis 53,12 als eigenständiger literarischer Komplex innerhalb des zweiten Teils des Jesajabuches (Kapitel 40 bis 55, sog. Deuterojesaja) und 1892 seine Zuschreibung der Kapitel 56 bis 66 des Jesajabuches zu einem selbstständigen anonymen Propheten in frühnachexilischer, persischer Zeit (sogenannte Tritojesaja).
Forschungsgeschichtlich wichtig war auch Duhms Hinweis auf die literarischen Schichten im Jeremiabuch.

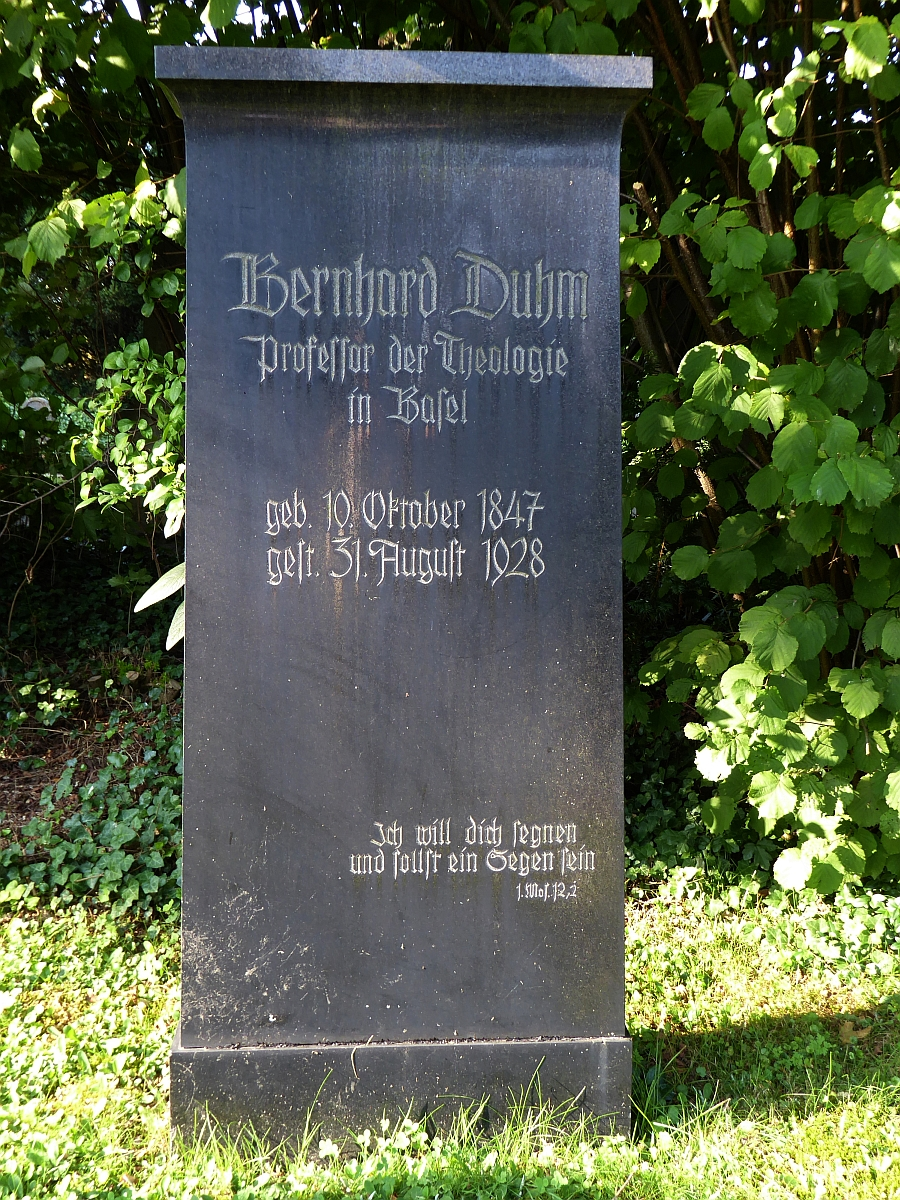
Grab auf dem Friedhof Wolfgottesacker, Basel

Bernhard Duhm starb durch die Folgen eines Autounfalls.

## Würdigung
In Leer (Ostfriesland), Ortsteil Bingum, erinnert eine Bernhard-Duhm-Straße an den Sohn der Stadt.

## Wichtige Veröffentlichungen
- Die Theologie der Propheten als Grundlage für die innere Entwicklungsgeschichte der israelitischen Religion, Bonn 1875
- Die Psalmen erklärt Mohr, Freiburg i. B. 1899
- Das Buch Jeremia erklärt, Mohr, Tübingen und Leipzig 1901
- Das Buch Jesaia übersetzt und erklärt, 2. verbesserte Aufl. Göttingen 1902
- Das Buch Jesaia übersetzt und erklärt (1892): HK III/1, 5. Aufl. Göttingen 1968. ISBN 3-525-51656-8
- Israels Propheten. 2. verb. Aufl., Tübingen 1922